# Eleições estaduais de Bremen em 1967
As eleições estaduais de Bremen em 1967 foram realizadas a 1 de Outubro e, serviram para eleger os 100 deputados para o parlamento estadual.
O Partido Social-Democrata da Alemanha, apesar de se ter mantido como o partido mais votado, caiu 8% dos votos em relação a 1963, além de ter perdido a maioria parlamentar, ficando com 50 deputados, uma perda de 7 deputados em relação às eleições anteriores.
A União Democrata-Cristã, apesar da queda dos social-democratas, estagnou em votos, subindo, apenas, 0,6%, ficando-se pelos 29,5% dos votos.
O Partido Democrático Liberal obteve um resultado positivo, subindo para os 10,5% dos votos.
A grande surpresa das eleições foi o sucesso da extrema-direita, representada pelo Partido Nacional Democrático da Alemanha, que conquistou 8,8% dos votos e 8 deputados.
Destaque ainda para o péssimo resultado do Partido Alemão, que se ficou pelos 0,9% dos votos, e, assim, perdeu representação parlamentar.
Após as eleições, a coligação entre social-democratas e liberais, que liderava o estado desde 1959, manteve-se no poder.

## Resultados Oficiais
| Partido      | Partido                      | Votos   | %     | +/-   | Deputados | +/-     |
| ------------ | ---------------------------- | ------- | ----- | ----- | --------- | ------- |
|              | Partido Social-Democrata     | 186 795 | 46,0  | 8,7   | 50 / 100  | 7       |
|              | União Democrata-Cristã       | 119 647 | 29,5  | 0,6   | 32 / 100  | 1       |
|              | Partido Democrático Liberal  | 42 731  | 10,5  | 2,1   | 10 / 100  | 2       |
|              | Partido Nacional Democrático | 35 894  | 8,8   | Novo  | 8 / 100   | Novo    |
|              | União Alemã pela Paz         | 17 240  | 4,2   | 1,5   | 0 / 100   | Estável |
|              | Partido Alemão               | 3 594   | 0,9   | 4,3   | 0 / 100   | 4       |
| Total        | Total                        | 405 901 | 100   |       | 100 / 100 |         |
| Participação | Participação                 |         | 77,0  | 0,9   |           |         |
| Fonte        | Fonte                        | [ 1 ]   | [ 1 ] | [ 1 ] | [ 1 ]     | [ 1 ]   |